# Books LLC
Books LLC là nhà xuất bản và câu lạc bộ bán sách của Mỹ có trụ sở tại Memphis, Tennessee. Công việc chính của nó là thu thập các bài viết trên Wikipedia và Wikia rồi bán chúng dưới dạng sách in và có thể tải xuống.

## Sản phẩm in theo yêu cầu và điện tử
Books LLC xuất bản sách bìa mềm in theo yêu cầu và tuyển tập các văn bản và tài liệu tiếng Anh có thể tải xuống từ các nguồn tri thức mở như Wikipedia. Các bản sao Wikipedia tiếng Anh của Books LLC được Google Books tái bản. Các đầu sách cũng được xuất bản lần lượt bằng tiếng Pháp và tiếng Đức dưới tên gọi "Livres Groupe" và "Bücher Gruppe". Các ấn phẩm của sách không bao gồm các hình ảnh từ các tài liệu Web gốc mà thay vào đó là các URL trỏ đến các hình ảnh Web. Theo trang FAQ: “Chúng tôi hiểu điều đó có thể gây khó chịu cho người đọc như thế nào. Nhưng ưu tiên hàng đầu của chúng tôi là tôn trọng luật bản quyền. Ngoài ra, độ phân giải của những bức ảnh trực tuyến không đủ cao để in thành sách”.
Năm 2009, Books LLC và nhà xuất bản chị em General Books LLC đã xuất xưởng lần lượt 224.460 và 11.887 đầu sách.

## Ấn hiệu và tên câu lạc bộ sách
Trong ngoặc: loại tài liệu được xuất bản và bày bán.
- Books LLC hoặc Books Group (Wikipedia tiếng Anh)[9]
- General Books LLC (tài liệu phạm vi công cộng được OCR quét và công nhận)[12]
- General Books Club (tài liệu thuộc phạm vi công cộng)[13]
- Genbooks.net (tài liệu thuộc phạm vi công cộng)[14]
- Million-books.com (tài liệu thuộc phạm vi công cộng)[15]
- Rare Books Club (tài liệu thuộc phạm vi công cộng)[16]
- Wiki Editions (tài liệu thuộc phạm vi công cộng[17] và tài liệu CC-BY-SA)[18]
- Livres Groupe (Wikipedia tiếng Pháp)[6][7]
- Bücher Gruppe (Wikipedia tiếng Đức)[8]